# 松本直美
松本直美（日语：／ Matsumoto Naomi，1968年2月24日—），日本女子垒球运动员。她曾代表日本国家队参加1996年和2000年夏季奥林匹克运动会垒球比赛，其中2000年奥运会获得一枚银牌。